# رهاب المرض القلبي
رهاب المرض القلبي أو مُتَلاَزِمَةُ داكوستا (الوهن العصبي الدوراني) متلازمة مرضية تتسم بمجموعة من الأعراض المماثلة لتلك التي لأمراض القلب، ولكن الفَحْص الجِسْمِيّ لا يكشف عن أي خلل أو تشوهات فسيولوجية، وهي متلازمة قديمة حيث صنفها فرويد ضمن عصابات القلق ولكنها شهدت في سبعينيات وثمانينيات القرن الماضي جدلاً كبيراً حول تصنيفها كحالة مرضية مستقلة، ولكنها حالياً تعتبر مظهراً من مظاهر اضطراب القلق، ويطلق عليها البعض اسم الدَّاء القَلْبِيُّ الوِعائِيُّ الوَظيفِيّ لتشابه أعراضها مع تلك التي تشاهد في الذبحة القلبية لكن دون أن يكون لها أي سبب عضوي واضح . 1 رغم أنها خضعت لدراسات وتقيمات عديدة وسميت بأسماء عديدة مثل:عُصابُ القَلَق، ورهاب القلب، وقَلْبُ الجُنْدِي، ووَهَنٌ عَصَبِيٌّ دَوَرانِي، ومُتَلاَزِمَةُ داكوستا، والدَّاءُ القَلْبِيُّ الوِعائِيُّ الوَظيفِيّ، ووَهَن مُزْمِن، وذُباحٌ كاذِب، ومُتَلاَزِمَةُ الجُهْد، ووَهَنٌ عَصَبِيٌّ أَوَّلِيّ، ووَهَنٌ تحتَ الحاد، وقَلْبٌ سَرِيْعُ التَّهَيُّج.

## التصنيف
منظمة الصحة العالمية تصنف هذه الحالة على أنها حالة خَلَل وَظيفِيّ مُسْتَقِلِّيّ جَسَدِيُّ الشَّكْل.

## الانْتِشار
نسبة انتشاره تتراوح بين 2 إلى 4.7 % في التجمعات السكانية المختلفة مع أنه لوحظ أن لديه تَفْضيل لبعض الأعراق والسلالات الانْفِعالِية، كاليهود والإيطاليين وعادة ما يكون شائع بين الأطفال، والشباب الذين هم في العقد الثالث والرابع من الحياة من كلا الجنسين مع ميل أكبر لدى الإناث، ففي كثير من الأحيان يكون تناسب الإصابة بينهما 3 إلى 2. وهذه الحالات تشكل من 10 إلى 15 في المائة من مجموع حالات الإحالة إلى عيادات القلب والأوعية الدموية في الحياة المدنية

## الأعراض
أعراض هذه الحالات تم الكشف عنها أولاً بين الرجال في أوقات الحرب، علماً أنها حالة مزمنة شائعة على نطاق واسع بين الجنسين في الحياة المدنية، وأعراضها كثيراً ما تظهر بعد عدوى ما أو بعد ضغوط جسدية ونفسية مختلفة، وفي معظم الحالات تظهر كاضطراب عائلي لا علاقة له بهذه العوامل، رغم أن هذه العوامل قد تؤدي إلى تفاقم الحالة، والأعراض تتمثل عادة في مخاوف المريض المتمركزة حول القلب والشعور بخوف مرعب من الموت، وتشمل القلب والأوعية الدموية والجهاز التنفسي، كالتعب عند بذل الجهد، والتعرق الغزير الذي في كثير من الأحيان يشمل كل الجسم، والغثيان والدوار لكن بدون الإصابة بالإغماء، وإحمرار الوجه واضطرابات في النظر، وضيق التنفس، وفَرْط التَّهْوِيَة، وعدم انتظام دقات القلب واضطراباتها، (كالخفقان والتسارع) ولسعات وألم حول القلب والصدر، يمتد في كثير من الأحيان إلى الذراع اليسرى ووالفك السفلي وقد يمتد إلى المعدة ويرافقه ضغط و/ أو ضيق في الصدر، مع شعور وكأن شريحة معدنية صلبة قد وضعت حول الصدر، والفحص الطبي يمكن أن يكشف عن ارتفاع قصير المدى لضغط الدم مع زيادة كبيرة في معدل ضربات القلب وارتعاش في اليدين، وكثيراً ما تحدث هذه الأعراض على شكل نوبات قصيرة لا تتجاوز دقائق معدودة ولكنها قد تستمر عدة ساعات أحيانا، وتتكرر هذه النوبات عادة بفواصل تتراوح بين بضعة أيام حتى بضعة أسابيع، والفترات الزمنية الخالية من النوبات قد يشعر فيها المريض بآلام قلبية وعدم استقرار نفسي وأرق وضعف، وآلام في الجهاز المعدي والمعوي وخوف من مواقف متنوعة وانحطاط وضعف عام، وعلى الرغم من أن هذه الأعراض تشبه أعراض الذبحة القلبية إلاّ أن القلب وجهاز الدورة الدموية يكونان سليمين كلياً واحتمال تطور الحالة إلى ذبحة قلبية حقيقية لدى هؤلاء المرضى أمر نادر الحدوث، على الأقل ليس أكثر من احتمال إصابة أي شخص آخر سليم بها

## الأسباب
كونه مظهراً من مظاهر اضْطِراب القَلَق فكل الأسباب والعوامل الاجتماعية والحياتية التي تسبب القلق والرهاب يمكن أن تسببه.
الخوف من توقف القلب أو من النوبات القلبية وبعض حالات القلق الأخرى يمكن أن تكون ردود فعل واستجابات تتفاعل مع بعضها البعض ومع مرور الوقت تتطور وتؤدي إلى الشعور بالخوف الشديد من الموت أو إلى الخوف من الخوف(رُهابُ المَخاوِف).

## التشخيص
التشخيص يكون من خلال الأعراض المذكورة آنفاً والتي لا يمكن الكشف عن أي سبب عضوي لها لا في الفحص الطبي السريري الدقيق ولا في الاختبارات المختلفة كتخطيط القلب أثناء الراحة، والقسطرة، وغيرها

## العلاج
العلاج يتضمن في المقام الأول المُعالَجَة السُلُوكِيَّة وإدخال تعديلات على أسلوب الحياة وممارسة الرياضة بشكل يومي، وتجنب النشاطات المضنية والإجهاد، ولا يوجد أدوية خاصة لمعالجة عصاب القلب، أو لإزالة نوبات الخوف والقضاء عليها، بل أن الكثير من الأدوية التي تسخدم تهدف إلى الحد من الأعراض.